# Musée d'art de Singapour
Le musée d'art de Singapour (Singapore Art Museum ou SAM) est un musée d'art situé à Singapour, ouvert en 1996. Il s'agit du premier musée entièrement consacré aux arts visuels contemporains à Singapour.
Le musée dispose de plusieurs espaces. L'espace historique situé dans le centre est, en 2023, fermé pour travaux. Un autre espace est situé dans le quartier de Tanjong Pagar (en), plus au sud.
Le musée organise la Biennale de Singapour (en).